# 1. FC Lokomotive Leipzig/Namen und Zahlen
Dieser Artikel dient der Darstellung bedeutender Statistiken zum 1. FC Lokomotive Leipzig, für die im Hauptartikel nur wenig Platz ist. An wichtigen Stellen wird dort auf einzelne Abschnitte dieser Datensammlung verlinkt.

## Detaillierte Statistik der Endspielteilnahmen des 1. FC Lok

### Teilnahme an FDGB-Pokalendspielen

#### FDGB-Pokalfinale 1970
| FC Vorwärts Berlin – 1. FC Lokomotive Leipzig – 4:2 (2:0) | |  |
| Austragungsort                                            | Rudolf-Harbig-Stadion Dresden, 29. Dezember 1970, 12.000 Zuschauer |  |
| Vorwärts Berlin                                           | Alfred Zulkowski, Otto Fräßdorf, Manfred Müller, Erich Hamann, Frank-Rainer Withulz, Gerhard Körner, Wolfgang Strübing, Jürgen Nöldner, Horst Wruck (79. Jürgen Pfefferkorn), Horst Begerad, Jürgen Piepenburg |  |
| Lok Leipzig                                               | Werner Friese, Michael Faber, Peter Gießner, Gunter Sekora (79. Volker Benes), Wilfried Gröbner, Arno Zerbe, Eberhard Köditz, Manfred Geisler, Wolfram Löwe, Henning Frenzel, Manfred Kupfer                   |  |
| Trainer Lok Leipzig                                       | Kurt Holke |  |
| Tore                                                      | 1:0 Begerad (4.), 2:0 Wruck (15.), 3:0 Gießner (52. Eigentor), 3:1 Löwe (62.), 3:2 Köditz (67.), 4:2 Nöldner (82.)                                                                                             |  |

#### FDGB-Pokalfinale 1973
| 1. FC Lokomotive Leipzig – 1. FC Magdeburg – 2:3 (1:1) | |  |
| Austragungsort                                         | Paul-Greifzu-Stadion Dessau, 1. Mai 1973, 30.000 Zuschauer |  |
| Lok Leipzig                                            | Werner Friese, Manfred Geisler, Gunter Sekora, Wilfried Gröbner, Joachim Fritsche, Eberhard Köditz, Lutz Moldt, Wolfgang Altmann, Manfred Kupfer (72. Hans-Jörg Naumann), Henning Frenzel, Hans-Bert Matoul |  |
| 1. FC Magdeburg                                        | Ulrich Schulze, Manfred Zapf, Detlef Enge, Klaus Decker, Jürgen Achtel, Wolfgang Seguin, Axel Tyll, Jürgen Pommerenke, Wolfgang Abraham (75. Hans-Jürgen Hermann), Siegmund Mewes, Jürgen Sparwasser        |  |
| Trainer Lok Leipzig                                    | Horst Scherbaum |  |
| Tore                                                   | 1:0 Frenzel (5.), 1:1 Zapf (19.), 1:2 Sparwasser (49.), 2:2 Altmann (73.), 2:3 Sparwasser (86.) |  |

#### FDGB-Pokalfinale 1976
| 1. FC Lokomotive Leipzig – FC Vorwärts Frankfurt/Oder – 3:0 (1:0) | |  |
| Austragungsort                                                    | Stadion der Weltjugend Berlin, 1. Mai 1976, 50.000 Zuschauer |  |
| Lok Leipzig                                                       | Werner Friese, Roland Hammer, Gunter Sekora, Wilfried Gröbner, Joachim Fritsche, Lutz Moldt, Rainer Lisiewicz, Henning Frenzel, Andreas Roth, Wolfram Löwe, Dieter Kühn (78. Andreas Bornschein) |  |
| Vorwärts Frankfurt/Oder                                           | Kreutzer, Strübing, Probst, Hause, Andreßen, Herbst (80. Schuth), Krautzig, Segger, Conrad (53. Nachtigall), Andrich, Wruck                                                                      |  |
| Trainer Lok Leipzig                                               | Horst Scherbaum |  |
| Tore                                                              | 1:0 Frenzel (44.), 2:0 Frenzel (47.), 3:0 Roth (70.) |  |

#### FDGB-Pokalfinale 1977
| SG Dynamo Dresden – 1. FC Lokomotive Leipzig – 3:2 (0:0) | |  |
| Austragungsort                                           | Stadion der Weltjugend Berlin, 28. Mai 1977, 55.000 Zuschauer |  |
| Dynamo Dresden                                           | Boden, Hans-Jürgen Dörner, Weber, Schmuck, K. Müller, Reinhard Häfner, M. Müller, Schade, Riedel (ab 74. Kotte), Sachse, Heidler                                                                    |  |
| Lok Leipzig                                              | Werner Friese, Roland Hammer, Gunter Sekora, Wilfried Gröbner, Joachim Fritsche, Andreas Roth, Henning Frenzel (74. Andreas Bornschein), Wolfgang Altmann, Lutz Eichhorn, Dieter Kühn, Wolfram Löwe |  |
| Trainer Lok Leipzig                                      | Manfred Pfeifer |  |
| Tore                                                     | 1:0 Sachse (46.), 1:1 Löwe (55.), 1:2 Sekora (63.), 2:2 Weber (85.), 3:2 Sachse (87.) |  |

#### FDGB-Pokalfinale 1981
| 1. FC Lokomotive Leipzig – FC Vorwärts Frankfurt/Oder – 4:1 (0:1) | |  |
| Austragungsort                                                    | Stadion der Weltjugend Berlin, 6. Juni 1981, 40.000 Zuschauer |  |
| Lok Leipzig                                                       | René Müller, Frank Baum, Joachim Fritsche, Thomas Dennstedt, Uwe Zötzsche, Lutz Moldt, Wolfgang Altmann, Andreas Roth, Matthias Liebers, Volker Großmann (87. Hans-Jürgen Kinne), Peter Englisch (87. Gunter Sekora) |  |
| Vorwärts Frankfurt/Oder                                           | Kreutzer, Hause, Schuth, Geyer, Probst (ab 70. Rudolph), Jarmuszkiewicz, Andrich, Krautzig, Otto (63. Enzmann), Pietsch, Gramenz                                                                                     |  |
| Trainer Lok Leipzig                                               | Harro Miller |  |
| Tore                                                              | 0:1 Andrich (17.), 1:1 Zötzsche (60.), 2:1 Liebers (62.), 3:1 Fritsche (67. Foulelfmeter), 4:1 Moldt (79.). |  |

#### FDGB-Pokalfinale 1986
| 1. FC Lokomotive Leipzig – 1. FC Union Berlin – 5:1 (1:0) | |  |
| Austragungsort                                            | Stadion der Weltjugend Berlin, 6. Juni 1986, 50.000 Zuschauer |  |
| Lok Leipzig                                               | René Müller, Frank Baum, Ronald Kreer, Torsten Kracht, Uwe Zötzsche, Wolfgang Altmann (85. Olaf Marschall), Uwe Bredow, Matthias Liebers, Hans-Jörg Leitzke (85. Lutz Moldt), Dieter Kühn, Hans Richter  |  |
| Union Berlin                                              | Wolfgang Matthies, Ingo Weniger, Olaf Reinhold, Dirk Koenen, Holger Sattler, Ralph Probst, Olaf Seier, Marco Roßdeutscher (56. Lutz Hendel), Heiko Lahn (56. Uwe Borchardt), Ralf Sträßer, René Unglaube |  |
| Trainer Lok Leipzig                                       | Hans-Ulrich Thomale |  |
| Tore                                                      | 1:0 Altmann (32.), 2:0 Zötzsche (50.), 3:0 Richter (65.), 3:1 Probst (80.), 4:1 Richter (85.), 5:1 Richter (88.)                                                                                         |  |

#### FDGB-Pokalfinale 1987
| 1. FC Lokomotive Leipzig – Hansa Rostock – 4:1 (1:1) | |  |
| Austragungsort                                       | Stadion der Weltjugend Berlin, 13. Juni 1987, 47.000 Zuschauer |  |
| Lok Leipzig                                          | René Müller, Frank Baum, Ronald Kreer, Matthias Lindner, Uwe Zötzsche, Uwe Bredow, Heiko Scholz, Matthias Liebers (78. Wolfgang Altmann), Olaf Marschall, Hans Richter (85. Hans-Jörg Leitzke), Dieter Kühn |  |
| Hansa Rostock                                        | Axel Hauschild, Heiko März, Bernd Arnholdt, Gernot Alms, Norbert Littmann, Hilmar Weilandt (64. Artur Ullrich), Axel Schulz (70. Maik Wendorf), Juri Schlünz, Volker Röhrich, Rainer Jarohs, Axel Kruse     |  |
| Trainer Lok Leipzig                                  | Hans-Ulrich Thomale |  |
| Tore                                                 | 0:1 März (22.), 1:1 Kühn (22.), 2:1 Kühn (58.), 3:1 Marschall (66.), 4:1 Leitzke (88.) |  |

### Teilnahme an Europapokalendspielen

#### Europapokal der Pokalsieger 1987
| Ajax Amsterdam – 1. FC Lokomotive Leipzig – 1:0 (1:0) | |  |
| Austragungsort                                        | Olympiastadion Athen, 13. Mai 1987, 35.000 Zuschauer |  |
| Ajax Amsterdam                                        | Stanley Menzo – Peter Boeve – Sonny Silooy, Frank Verlaat – Jan Wouters, Aron Winter, Frank Rijkaard, Arnold Mühren (83. Arnold Scholten) – John van ’t Schip, Marco van Basten , Rob Witschge (66. Dennis Bergkamp) |  |
| Lok Leipzig                                           | René Müller – Frank Baum – Ronald Kreer, Matthias Lindner, Uwe Zötzsche – Heiko Scholz, Uwe Bredow, Frank Edmond (54. Hans-Jörg Leitzke), Matthias Liebers (76. Dieter Kühn) – Hans Richter, Olaf Marschall          |  |
| Trainer Lok Leipzig                                   | Hans-Ulrich Thomale |  |
| Tore                                                  | 1:0 Marco van Basten (21.) |  |

## Personen

### Aktuelles Vereinspräsidium
- Präsident: Jens Kesseler
- Vizepräsidenten: Bernd Lang, Thomas Löwe, Stephan Guth, Alexander Voigt
- Vors. Aufsichtsrat: Olaf Winkler
- Aufsichtsratsmitglieder: Jens P. Hirschmann, Bernd Bienia, Sören Bär, Frank Balling, Mike Scheffler, Steffen Rösler

### Nationalspieler des 1. FC Lok
Aufgelistet sind alle Spieler mit mehr als 10 Einsätzen
| Name             | Zeitraum  | Einsätze | Tore |
| ---------------- | --------- | -------- | ---- |
| Henning Frenzel  | 1964–1978 | 56       | 19   |
| Joachim Fritsche | 1973–1977 | 14       | –    |
| Manfred Geisler  | 1965–1967 | 15       | 1    |
| Ronald Kreer     | 1982–1989 | 65       | 2    |
| Dieter Kühn      | 1978–1983 | 13       | 5    |
| Matthias Liebers | 1980–1988 | 59       | 3    |
| Matthias Lindner | 1987–1990 | 22       | –    |
| Wolfram Löwe     | 1967–1977 | 43       | 12   |
| Olaf Marschall   | 1984–1999 | 17       | 3    |
| René Müller      | 1984–1989 | 47       | –    |
| Hans Richter     | 1984–1989 | 15       | 4    |
| Horst Weigang    | 1962–1968 | 12       | –    |
| Uwe Zötzsche     | 1982–1988 | 38       | 5    |

### Trainer des 1. FC Lok
1. FC Lok Leipzig
- Hans Studener (1966–1969)
- Kurt Holke (1969–1971)
- Horst Scherbaum (1971–1976)
- Manfred Pfeifer (1976–1978)
- Heinz Joerk (1978–1979)
- Harro Miller (1979–1985)
- Hans-Ulrich „Uli“ Thomale (1985 bis Februar 1990)
- Gunter Böhme (Februar 1990–27. Mai 1991)

### Die Dauerbrenner des 1. FC Lok
Die Spieler sind hier auf 1.FC Lok Leipzig (SC Leipzig) und den VfB Leipzig übergreifend aufgeführt (nur Punktspiele)
| Name             | Jahre                           | Spiele |
| ---------------- | ------------------------------- | ------ |
| Matthias Liebers | 19 (1976–1995 / 2005 [1 Spiel]) | 327    |
| Wolfram Löwe     | 17 (1963–1980)                  | 321    |
| Matthias Lindner | 15 (1982–1997)                  | 336    |
| Henning Frenzel  | 15 (1963–1978 / 2005 [1 Spiel]) | 328    |
| Dieter Kühn      | 15 (1974–1989 / 2005 [1 Spiel]) | 280    |
| Frank Edmond     | 14 (1985–1999)                  | 346    |
| Wolfgang Altmann | 14 (1971–1985 / 2005 [1 Spiel]) | 327    |
| René Müller      | 14 (1976–1990)                  | 264    |
| Lutz Moldt       | 14 (1972–1986)                  | 225    |
| Uwe Bredow       | 13 (1981–1994)                  | 288    |
| Ronald Kreer     | 13 (1978–1991 / 2005 [1 Spiel]) | 247    |
| Manfred Geisler  | 13 (1963–1976)                  | 231    |
| Torsten Kracht   | 12 (1984–1995 / 2003/04)        | 252    |
| Joachim Fritsche | 12 (1970–1982 / 2005 [1 Spiel]) | 267    |
| Peter Gießner    | 12 (1963–1975)                  | 230    |
| Wilfried Gröbner | 12 (1968–1980)                  | 229    |
| Gunter Sekora    | 11 (1970–1981)                  | 251    |
| Uwe Zötzsche     | 11 (1979–1990)                  | 243    |
| Frank Baum       | 11 (1978–1989)                  | 202    |
| Werner Friese    | 10 (1968–1978)                  | 181    |